# Geschichte der Kindheit
Geschichte der Kindheit (im französischen Original L’enfant et la vie familiale sous l’ancien régime) gilt als das Hauptwerk des Historikers Philippe Ariès. Das Buch befasst sich, im Mittelalter beginnend, mit der Entwicklung von Kindheitsbildern und -wahrnehmungen innerhalb der westeuropäischen Gesellschaft. Die Geschichte der Kindheit gilt als Begründungswerk moderner sozialhistorischer Kindheitsforschung in Europa und den USA. Das Buch erschien 1960 in Frankreich, die deutsche Übersetzung wurde erstmals 1975 publiziert.

## Inhalt
In der Geschichte der Kindheit vertritt Ariès die These, dass moderne Vorstellungen von Kindheit und daraus resultierende Differenzierungen zwischen Kindern, Jugendlichen und Erwachsenen keineswegs a priori gegeben seien. Vielmehr scheint es, als habe sich diese Unterscheidung und die damit einhergehende „Gefühlskultur“ gegenüber dem Kind und der Kindheit erst im 16. und 17. Jahrhundert entwickelt. Das Buch zeichnet in drei Teilen diese historische Genese nach. Im ersten Teil widmet Philippe Ariès sich der Entdeckung der Kindheit, im zweiten Teil zeichnet er die analoge Entwicklung des Schulwesens nach, um sich anschließend, im dritten Teil, mit den Auswirkungen dieser Veränderungen auf das Familienleben auseinanderzusetzen.

### Erster Teil – Die Einstellung zur Kindheit
Der erste Teil befasst sich mit der Entwicklung einer spezifisch kindlichen Lebenswelt im 16. und 17. Jahrhundert und dem Ausschluss der Kinder aus der Welt der Erwachsenen. Gegliedert in fünf Kapitel, werden verschiedene historische Quellen analysiert und interpretiert, die diesen Prozess illustrieren.

#### I. Die Lebensalter
Im ersten Kapitel Die Lebensalter beschreibt Ariès die semantische Verschiebung des Wortes Kind sowie der begrifflichen Ausdifferenzierung verschiedener Kindheitsphasen. So waren Bezeichnungen wie Baby oder Kleinkind bis zum 17. Jahrhundert variabel auf unterschiedliche Altersgruppen anwendbar und bezeichnen erst seit der Epoche der Aufklärung jene Lebensabschnitte, die wir heute mit ihnen assoziieren. Noch in dieser Zeit scheint allerdings der Charakter dieser Differenzierung eher sozial als biologisch begründet: Begrifflichkeiten wie Sohn, Knabe oder Junge sind gleichzeitig Synonyme oder Rufnamen für Diener und verweisen somit auf eine „Vorstellung von Abhängigkeit“, die mit der Kindheitsvorstellung verbunden ist. Des Weiteren weist Ariès die Entwicklung einer neuen Beobachtungsgenauigkeit und der damit einhergehenden neuen Gefühlswelt gegenüber dem Kind nach. In Aufzeichnungen der Mme de Sevigné findet er vermehrt den Gebrauch von Diminutiva, die von einer neuen Zärtlichkeit gegenüber dem Kind zeugen.
Erst gegen Ende des 18. Jahrhunderts wird der Lebensabschnitt der Kindheit erneut erweitert: Die Zeit der Adoleszenz erfährt in jener Epoche ein neues Maß an Beachtung; doch dauert es noch bis zum 20. Jahrhundert, bis jenes Entwicklungsstadium die Jugend „getauft“ und mit den Charakteristika der Natürlichkeit, Spontanität und Lebensfreude verknüpft wird. Das Jünglingsalter nimmt seit jener Zeit „einen größeren Raum ein [...], indem es die Grenze zur Kindheit herabdrückt und das reife Alter später ansetzt“.
Das Entstehen dieser neuen Wahrnehmungskategorien interpretiert Ariès als Antwort der Gesellschaft auf die sich verändernden demographischen Verhältnisse. Sie seien „Ausdruck dessen, wie die Gesellschaft auf die Lebensdauer reagiert“.

#### II. Die Entdeckung der Kindheit
Im zweiten Kapitel zeichnet Ariès Die Entdeckung der Kindheit durch die bildende Kunst nach, die er als symptomatisch für das neue Bewusstsein gegenüber dem Kind deutet. Grundlage seiner Argumentation sind Analysen von Bildern vom 11. bis zum 17. Jahrhundert, anhand derer er nachweist, wie sich das Thema der Kindheit ikonographisch wandelt und in der Malerei neu interpretiert wird. Während das Kind im Mittelalter noch als kleiner Erwachsener dargestellt wird und vornehmlich im religiösen Kontext Beachtung findet, deutet im 16. Jahrhundert das Auftauchen von Grabbildnissen verstorbener Kinder bereits auf die Entwicklung jener neuen Gefühlskultur hin. Die vorherige Nichtbeachtung oder emotionale Gleichgültigkeit gegenüber der Kindheit als einer „schnell vorübergehende[n] Übergangszeit“ führt Ariès auf die hohe Kindersterblichkeit der Epoche zurück. Doch nach wie vor ist die Abbildung des Kindes eingebunden in ein christliches Verständnis von Trauer und Tod. Im 17. Jahrhundert ist es allerdings bereits Mode, Porträts der eigenen Kinder anfertigen zu lassen, und auch die Darstellung des Kindes im Familienporträt hat sich verändert: es ist zum kompositorischen Zentrum geworden, um das sich seine Angehörigen versammeln. Die Malerei beginnt außerdem der spezifisch kindlichen Körperlichkeit eine größere Beachtung zu schenken. In dieser Zeit entwickelt sich die Konvention, das Kind nackt darzustellen. Zusätzlich wird das Kind ikonologisch neu interpretiert: Seit der frühen Neuzeit gilt es als Symbol der Unschuld und wird zur Metapher für die Reinheit der Seele.

#### III. Die Kleidung des Kindes / IV. Kleiner Beitrag zur Geschichte der Spiele
Das dritte und vierte Kapitel setzt sich mit der Kleidung des Kindes und dem Spiel auseinander. Auch hier lässt sich seit dem 16. Jahrhundert ein Wandel feststellen. So interpretiert Ariès die sich verändernden Kleidungsgewohnheiten als ein weiteres Indiz für die neue Einstellung gegenüber dem Kind und konstatiert für das Mittelalter:

„Hinsichtlich seines Aufzuges unterschied sich das Kind in nichts vom Erwachsenen. Eine gegensätzlichere Haltung in bezug auf die Kindheit lässt sich nicht denken. An der Kleidung zeigt sich, wie wenig die Kindheit in der Lebenspraxis damals als solche behandelt wurde. Sobald das Kind den Windeln, d. h. der Stoffbahn, die man ihm eng um den Körper wickelte, entwuchs, wurde es wie die anderen Männer und Frauen seines Standes gekleidet.“

 Ab dem 16. Jahrhundert ist das Kleid jedoch zur spezifischen Kinderkleidung geworden, das für die Jungen erst ab dem 8. Lebensjahr durch eine Hose abgelöst wird. Diese Eigenschaft verweist auch auf die vorherrschende Idee der Asexualität und Geschlechtsneutralität des Kindes.
Eine wichtige Beobachtung macht Ariès, wenn er konstatiert, dass jene Veränderungen nicht nur auf eine stärkere Trennung von Kinder- und Erwachsenenwelten hindeutet, sondern gleichermaßen auf eine habituelle Differenzierung zwischen den Ständen und Klassen. Während Festtagsszenarien auf Gemälden des 16. Jahrhunderts noch die unterschiedslose Teilnahme von Jung und Alt, Arm und Reich an den verschiedenen Ritualen, Spielen und Tänzen darstellen, scheint der erwachsene Adel schon ein Jahrhundert später bemüht, sich sowohl von den Kindern, als auch vom gemeinen Volk abzugrenzen (dies gilt gleichermaßen für das Bildungsbürgertum im 18. Jahrhundert). Ähnliche Entwicklungen vollziehen sich in den verschiedensten Vergnügungsaktivitäten, wie dem Gesellschaftsspiel, dem Bewegungsspiel, dem Spiel mit Puppen, dem Verkleiden, dem Märchenerzählen, die ab dem 17. Jahrhundert fast nur noch von Kindern praktiziert werden. Andere Bereiche, beispielsweise das Glücksspiel, werden der Erwachsenenwelt zugeordnet.

#### V. Von der Schamlosigkeit zur Unschuld
Im letzten Kapitel Von der Schamlosigkeit zur Unschuld zeichnet Ariès einen weiteren Mentalitätswandel nach, der sich vornehmlich auf das Verhältnis von Kindheit und Sexualität bezieht. Hierbei dienen die detaillierten Aufzeichnungen Jean Héroards, des Hausarztes Ludwigs XIII., über das Aufwachsen des jungen Königs als Hauptquelle.
Es wird gezeigt, dass die Tabuisierung der Sexualität gegenüber dem Kind erst im ausgehenden 17. Jahrhundert einsetzt. Im Gegensatz dazu scheint der junge Ludwig XIII. bereits mit vier Jahren vollständig aufgeklärt. Héroards Berichte bezeugen einen überraschend offenen Umgang mit dem Thema der Sexualität und zeigen, dass der Junge an sexuellen Witzen und Anspielungen der Dienerschaft teilnimmt. Die sittliche Erziehung, die die Kinder lehrt, körperliche Distanz zu wahren und bestimmte Themengebiete als unschicklich zu akzeptieren, setzt erst mit dem siebten Lebensjahr ein. Durch diese Umgangsweise wird deutlich, dass Kindheit als eine asexuelle Lebensphase gedeutet wurde. Diese Vorstellung wird im 18. Jahrhundert durch die Imagination einer kindlichen Unschuld ersetzt, die es zu schützen gilt. Vermehrt warnen Pädagogen und Moralisten vor „unzüchtigem“ Verhalten in Gegenwart des Kindes. Es ist ein verbreitetes „Bemühen um Schicklichkeit“ zu erkennen, dem in der Auswahl sittsamer Literatur und einem kindgerechten Unterhaltungsangebot Ausdruck verliehen wird.

### Zweiter Teil – Das Schulleben

#### I. Junge und alte Schüler im Mittelalter
Einleitend mit einem Verweis auf die Schulentstehung in der Antike, beschreibt Ariès im ersten Kapitel, wie im Mittelalter nach dem Zusammenbruch eben jener antiken Kultur ein christlich geprägtes Schulsystem entstand. Anlass waren die Erfordernisse für das priesterliche Amt. Dazu zählten Kenntnisse der liturgischen Texte, kalendarische Kenntnisse sowie künstlerisch-musikalische Fähigkeiten. Der Unterricht fand zunächst, anhand mündlicher Überlieferung, in der Kirche selbst statt. Später wurden dann Räume in den Gemeinden gemietet, in welchen der Unterricht stattfand.
Ariès beschreibt, wie der Unterricht sich in der karolingischen Epoche auf die sogenannten Artes ausweitete. Diese umfassten das Trivium (Grammatik, Rhetorik, Dialektik) und das Quadrivium (Geometrie, Arithmetik, Astronomie, Musik), außerdem fand ein Unterricht in Theologie und kanonischem Recht statt.
Die mittelalterliche Schule war ausschließlich Geistlichen und Mönchen vorbehalten, doch sie öffnete sich gegen Ende jener Epoche immer mehr für weitere Teile der Bevölkerung.
Fehlender Elementarunterricht und Hochschulunterricht in Natur- und Geisteswissenschaften grenzt das Modell mittelalterlicher Schule von dem der Antike ab.
Dieser Fakt deutet auf ein Fehlen von Unterrichtsstufen im Allgemeinen hin. Ariès beschreibt, dass es im Mittelalter weder in Bezug auf Altersklassen noch in Bezug auf daran angepasste Lerninhalte eine Trennung gab. Der Unterricht erfolgte in keiner festgelegten Reihenfolge und wurde von Schülern jeden Alters gemeinsam besucht. Der Unterrichtsstoff war somit für alle gleich, unterschiedlich war nur die Anzahl der Wiederholungen der Themen (Mangel an Schriftstücken, mündliche Überlieferung). Das Eintrittsalter der Schüler war im Mittelalter auch sehr variabel. Ariès spricht von Sieben- bis teilweise sogar Siebzehnjährigen.
Hier wird deutlich, dass das Bild eines schützenswerten Kindes, welchem zudem eine Sonderrolle neben dem Erwachsenen zuteilwird, wie es heutzutage der Fall ist, noch nicht existierte. Man nahm keinen Anstoß daran, dass jung und alt miteinander lernten. Zudem war diese Vermischung auch im Alltagsleben normal.

#### II. Eine neue Institution: Das Kolleg
Ausgehend von den mittelalterlichen Traditionen, kam es nach und nach zu einer Absonderung der Altersklassen. Diese Entwicklung geht gleichzeitig mit der der Schule einher.
Zunächst kam es zur Abtrennung der jüngeren Altersklassen, später breitete sich dieser Prozess auch auf die älteren Schüler aus. Anders als in der mittelalterlichen Schule, in der weitgehende Freiheit für Lehrer und Schüler herrschte, etablierte sich nun, durch die christliche Tradition geprägt, die Absicht, die Schüler von den weltlichen Versuchungen fernzuhalten, um so die angestrebte moralische Erziehung nicht zu gefährden. Die Trennung der Altersklassen begrenzt sich jedoch zunächst nur auf die Schülerschaft, wohingegen im Alltagsleben und in Berufen keine Unterscheidungen getroffen werden.
Es kommt also im 15. Jahrhundert zur Gründung von Kollegs. Sie entstehen aus Asylen für arme Schüler und entwickeln sich zu Anstalten für Stipendiaten, welche von einem Abt oder Prälat finanziert werden.
Diese noch geringe Zahl an Schülern wird später durch Externe erweitert, welche ebenso am Kolleg lernen, jedoch bei einem Ortsansässigen untergebracht sind. Die Lehrerschaft dieser neuen Schulform wurde hauptsächlich durch ältere Stipendiaten gestellt, welche ebenso im Kolleg untergebracht waren.
Das Kolleg ermöglichte also nicht mehr nur gebildeten Geistlichen den Schulzugang, sondern auch in den übrigen Bevölkerungsteilen etablierte es sich, Kinder wenigstens für ein einige Jahre aufs Kolleg zu schicken.

#### III. Die Anfänge der Schulklassen
Heutige Schulklassen gehen mit einem entsprechenden Durchschnittsalter und einem je speziellen Wissensstand einher. Somit sind sie ein bestimmender Faktor bei der Differenzierung von Altersstufen von Kindheit und Jugend.
In der mittelalterlichen Tradition kennt man diese Einteilung jedoch noch nicht. Wie schon erwähnt lernten viele Altersgruppen simultan denselben Stoff. Dies machte eine solche Abstufung und Planung des Wissenserwerbs unmöglich und stellte deshalb im 16. Jahrhundert eine so große Neuerung dar.
Zunächst noch sehr undifferenziert praktiziert in Form von mehreren Gruppen, die in einem Raum lernten, jedoch nach Wissensstand getrennt wurden, entwickelte sich nach und nach ein ungefähr sechs-, später achtjähriger Zyklus, welcher von den Schülern mehr oder weniger stringent durchlaufen wurde. Einige Schüler absolvierten nur wenige dieser Etappen, andere stiegen schon mit einer höheren Klasse ein oder übersprangen eine Klasse.
Ein weiteres Merkmal unserer modernen Schulklasse ist die räumliche Spezialisierung.
Wie schon erwähnt, fand der Unterricht zunächst in einem Raum für mehrere Klassen statt. Im 17. Jahrhundert bürgerte es sich ein, jeder Klasse einen Raum zuzuteilen. Diese Entwicklung begründet Ariès mit der steigenden Schülerzahl und nicht etwa mit einem erwachenden Bewusstsein einer didaktischen Notwendigkeit.
„Die Klassen des Saint-Jérome zählten mehr als zweihundert Schüler, und auch die Klassen der großen Kollegs wie etwa des Louis-le-Grand bewegen sich bis zum 18. Jahrhundert in diesen Dimensionen.“
Dieser Prozess zeigt also das Bemühen, den Unterrichtsstoff ebenso wie die Lernumstände mehr und mehr auf den Schüler zuzuschneiden. Man ist sich einer Sonderstellung der Kinder und Jugendlichen bewusst geworden, so Ariès.
Dennoch sollte man diese Merkmale nicht missverstehen. Zwar fallen gelegentlich Altersstufen mit Klassenstufen zusammen, doch gibt es bis ins 17. und 18. Jahrhundert bei weitem nicht die Homogenität hinsichtlich des Alters in den Klassen wie wir sie heute kennen.

#### IV. Die Altersklassen
Im nächsten Kapitel geht Ariès näher auf das Alter der Schüler ein und inwieweit es in Verbindung zu Klassenstufen stand. Dieses Verhältnis ist natürlich nicht ausgenommen von den tiefgreifenden Entwicklungen, die die Einstellung zur Kindheit insgesamt durchlief.
Es lässt sich konstatieren, dass es Schulkarrieren gab, welche ungewöhnlich rasch absolviert wurden. Deutlich schneller also, als der Durchschnitt in der jeweiligen Zeit die Schulzeit durchlief.
Erstaunlich hierbei ist, dass diejenigen, die die Schule überdurchschnittlich rasch durchliefen, meistens auch nach der Schulzeit glänzende Lebenswege einschlugen. So bemerkt Ariès allein durch den Fakt, dass diese Männer Memoiren verfassten, derer sich Ariès bediente, dass sie über dem damaligen Durchschnitt standen. Denn dieser war häufig nicht in der Lage zu schreiben oder zu lesen. Diese Fälle von Frühreife lassen sich, so Ariès auf die mittelalterlichen Sitten zurückführen, die darauf beruhten, dass alle Altersstufen gemischt miteinander lernten und somit ein besonders junger Schüler kaum Aufsehen erregte.
Allmählich etablierte sich eine Missbilligung frühzeitiger Einschulung, was zur Folge hatte, dass die Schülerschaft insgesamt homogener wurde, betrachtet man die Altersstufen. Die Entwicklung des Kollegs bedeutet also eine Zäsur in Hinblick auf die Kindheit. Mit neun oder zehn Jahren wurden die Schüler eingeschult. Die Kindheit wurde also quasi „verlängert“, da viele Schüler im Mittelalter und bis ins 16. und frühe 17. Jahrhundert ja deutlich früher eingeschult wurden.
Im 19. Jahrhundert entwickelte sich zudem nach und nach die Ansicht, dass diese frühe Phase der Kindheit von der Phase der Jugendlichkeit zu trennen sei. Bei den Jünglingen des Bürgertums setzte sich die Universitätsbildung durch, welche sie vom einfachen Volk trennte.
Daran anschließend entwickelten sich nach und nach die Verbindung von Altersstufe zu Klassenstufe, wie wir sie heute kennen.

#### V. Die Fortschritte der Disziplin
Ariès deutet in diesem Kapitel an, wie sich Aufnahmerituale und Disziplin vom Mittelalter her entwickelten. Es gab im Mittelalter keine schulische Hierarchie, wie wir sie heute kennen. Dennoch war die Schule damals „nicht egalitär oder demokratisch“, da es durchaus Unterschiede zwischen alten und neuen Schüler gab. Jedoch war der Begriff der Autorität fremd. Das Zusammenleben kann als kameradschaftlich und kollegial beschrieben werden. Trinkgelage und gemeinsame Mahlzeiten sollten diesen Bund festigen.
Zum Ende des Mittelalters hin missbilligte man diesem System jedoch immer mehr. Bis zum 18./19. Jahrhundert setzte sich dann nach und nach das uns heute bekannte System von Ordnung, Hierarchie und Klassifizierung durch. Damit einher geht die Geschichte der Prügelstrafe, welche sich im 16. Jahrhundert etabliert und im Laufe des 18. Jahrhunderts nachlässt. Begründet werden kann die Abschaffung der Züchtigung damit, dass man nun nicht mehr davon ausging, das Kind nähme eine Gegenposition zum Erwachsenen ein, sondern müsse vielmehr auf die Zeit als Erwachsener vorbereitet werden. Doch diese liberalen Bemühungen stießen auf eine starke Gegenströmung in Form von militärischer Strenge, die laut dem damaligen Zeitgeist „an sich erzieherisch wertvoll war“. Neuartig hieran ist, dass das der erste Zeitpunkt ist, an dem nicht etwa eine kirchliche oder monastische Institution das Schulsystem prägt, sondern das Militär.
Es kommt also sozusagen zu einer „Militarisierung“ der Schule. Merkmale wie Männlichkeit, Härte und Durchhaltevermögen werden gewürdigt und angestrebt. Der Stand des Offiziers ist dafür ein gutes Beispiel. Hoch geachtet wird ebenso der Soldat in der Gesellschaft.
Es bildet sich also ein besonderes Augenmerk für die Jünglingszeit heraus, was bis dahin unbekannt war.

#### VI. Vom Externat zum Internat
Zu Beginn der Betrachtung gab es noch kein Internat. Die Schüler lebten meist in der Stadt bei Bürgersleuten und waren daher der väterlichen oder schulischen Autorität weitgehend entzogen. Ihr Alltagsleben unterschied sich kaum von dem der erwachsenen Junggesellen.
Am Kolleg etablierte sich, zumindest für die wenigen, die dort lebten, eine hierarchische Disziplin. Ausgedehnt wurde dies dann auf ein vom Kolleg getrenntes Internat, welches sich am Ende des 18. Jahrhunderts entwickelte. Leitgedanke zu dieser Zeit schien also zu sein, die Schulkinder von den übrigen Altersklassen der Gesellschaft zu trennen.
Der nächste wichtige Punkt ist dann die zunehmende Wichtigkeit der Familie, was zur Folge hat, dass das Verhältnis der Schülerschaft sich zugunsten der Externen verschiebt. Die Familien übernehmen sozusagen die Aufsichtsfunktion sowie die moralische Erziehung der Kinder, welche vorher Aufgaben der Schulen waren.

#### VII. Die Petites Écoles
Im 17. Jahrhundert erfolgte eine Spezialisierung hinsichtlich der Altersklassen der Fünf- bis Siebenjährigen bis zu den Zehn- und Elfjährigen.
Man erkannte den besonders jungen Schülern also einen Sonderstatus gegenüber den übrigen Altersstufen zu und unterrichtete daher separat.
Erstaunlich ist jedoch, dass sich zeitgleich ein weiteres Phänomen etabliert. Nämlich die Trennung der Schulformen für gemeines Volk sowie Aristokratie und Bürgertum.
„Zwischen diesen beiden Phänomenen, läßt sich, so meine ich, eine Verbindung feststellen. Sie sind beide Ausdruck einer allgemeinen Tendenz zur Abriegelung, die darauf abzielte, das einst miteinander Verschmolzene zu trennen – eine Tendenz, die der cartesischen Revolution der „Klarheit der Ideen“ nicht fremd ist und die in die egalitären modernen Gesellschaften mündet, in denen eine rigorose geografische Unterteilung an die Stelle der promisken Konstitution der alten Hierarchien getreten ist.“

#### VIII. Die Härte des Schullebens
Ausgehend von mittelalterlichen Sitten, beschreibt Ariès die Härte des damaligen Alltags. Nicht selten kam es zu Prügeleien und bewaffneten Kämpfen. Ebenso zeigte sich dies an den Gepflogenheiten bei der Aufnahme neuer Schüler. Prügel und gewalttätige Auseinandersetzungen waren an der Tagesordnung, scheint es. Aber auch Schülerproteste gingen mit ungemeiner Härte und Bewaffnung einher. Auch die Trinkgelage in den Kollegs und sexuelle Ausschweifungen sind mit unseren heutigen Sitten kaum mehr zu vergleichen. „Hundert Schüler haben die Syphilis, ehe sie bei Aristoteles angekommen sind“ und Ariès ergänzt: „und Aristoteles wurde früh gelesen“.
Genau aus diesem Grund gab es derlei strenge Statuten wie ein absolutes Verbot von Frauen an den Kollegs und sei es auch nur als Aufwärterinnen. Und dies ist auch eine Ursache für die Abkapselung der Geschlechter in den Kollegs und im späteren Schulwesen. Frauen werden so mehr und mehr zu verspotteten Eindringlingen in eine männliche Schulwelt.
Durch den Druck der Erzieher setzte sich, daran anschließend, die Auffassung des wohlerzogenen Kindes durch (17. Jahrhundert).
Dieses Bild des braven Kindes finden wir später in der Form des Kleinbürgers oder Gentleman wieder. Dieser soziale Typus war vor dem 19. Jahrhundert gänzlich unbekannt.
Diese Sitten, die zunächst nur auf die Kinder in den Schulen beschränkt waren, breiteten sich mehr und mehr auf die Elite des 19. Jahrhunderts und wurden später zum Leitbild des modernen Menschen.

### Dritter Teil – Die Familie
Im abschließenden dritten Teil der Geschichte der Kindheit wird die Situation des Familienlebens untersucht. In den Kapiteln Familienbilder und Von der mittelalterlichen zur modernen Familie weist Ariès nach, inwiefern die Entwicklung einer modernen Vorstellung von Kindheit mit derjenigen der heutigen Familie einhergeht und wie sie einander Bedingung und Voraussetzung sind. Auch in diesem Abschnitt bedient sich Ariès der bildenden Kunst als aussagekräftige Quelle. Es wird dargestellt, dass die Entdeckung der Kindheit mit dem Auftauchen des Familienmotivs in der Malerei einhergeht. Dementsprechend sind Familiendarstellungen bis ins 16. Jahrhundert ebenfalls auf den religiösen Kontext begrenzt, die weltliche Familie wird erst im 17. Jahrhundert durch die Maler entdeckt. Vermehrt tauchen Abbildungen alltäglich familiärer Situationen auf, in denen das Kind zunehmend in das Bildzentrum rücken. Diese Veränderungen in der Ikonographie führt Ariès zurück auf den allgemeinen gesellschaftlichen Wandel und die neue Beachtung, die die Instanz Familie durch ihn erfährt.
Vor dieser Entwicklung, so wird konstatiert, habe die Familie zwar eine gesellschaftliche, nicht aber eine emotionale Realität dargestellt. Dies wird zum einen auf dem Umstand zurückgeführt, dass das Kind ab dem 7. Lebensjahr das Elternhaus verließ, um in einem Betrieb ein Handwerk zu lernen. Zum anderen ist es aus der vormodernen Sozialisationsordnung abzuleiten. Den Menschen des Mittelalters ist der Dualismus von Privatheit und Öffentlichkeit weitestgehend unbekannt, es gibt einen hohen Grad an Sozialität: Die biologische Familie lebt in größter Nähe mit ihrer Dienerschaft und ist ständig umgeben von Menschen, die nicht Familienmitglieder sind, zu denen sie ähnlich enge Beziehungen unterhalten.
Ab dem 16. Jahrhundert setzt allerdings auch familiengeschichtlich ein Wandel ein. Da Kinder vermehrt die Schule besuchen verlängert sich die gemeinsame Zeit der Verwandten. Bereits im 17. Jahrhundert scheint das Verhältnis von Sozialität und Familie ausgeglichen. So gelten nach wie vor die Gebote der Schicklichkeit, die die zwischenmenschliche Interaktion reglementieren und Nähe und Vertrautheit schaffen sollen. Im 18. Jahrhundert werden diese Manieren allerdings abgelöst durch das Höflichkeitskonzept, dass in seiner Form bis in die Gegenwart gültig ist: Anstelle einer stärkeren Bindung soll nun Distanz gewahrt werden, es gilt die Intimität des Privatlebens zu respektieren. Diese Veränderung in den Umgangsformen ist als ein Symptom der modernen Trennung von Beruf, Privatheit und Öffentlichkeit zu interpretieren. Diese lässt sich besonders an den Veränderungen der Wohngewohnheiten nachvollziehen: In Zeiten hoher Sozialität bildet das Haus den zentralen Versammlungsort; es dient der Familie nicht primär als Wohnraum, sondern gleichzeitig als berufliche Lokalität, in der unangekündigter Besuch die Regel darstellt. Bis ins 17. Jahrhundert besteht das Haus aus Allzweckräumen, die von allen Bewohnern gleichermaßen und flexibel genutzt werden. Im 18. Jahrhundert werden den Zimmern bereits spezifische Funktionen zugeschrieben: so wird das Haus aufgeteilt in Wohn-, Schlaf-, Speise- und Kinderzimmer und getrennte Bereiche für die Herrschaften und ihre Angestellten. Die Kleinfamilie verschließt sich zunehmend vor Besuch, der Beruf wird außerhalb ausgeübt und auch innerhäuslisch distanziert sich die Familie immer mehr von ihrem Dienstpersonal.

## Methode und Quellen
Aries verwendet unterschiedlichste Quellen: Für die Argumentation des ersten und dritten Teils dienen ihm vornehmlich Bilder, Memoiren und Briefe als Quellen. Die Berichte des Héroards über das Aufwachsen Ludwigs XIII. und die Aufzeichnungen Madame de Sevignées stellen zwei seiner Hauptquellen dar. Im zweiten Teil verwendet Ariès zusätzlich verschiedene statistische Quellen.

## Rezensionen
- „Das Großartige an Ariès’ Buch ist die Fülle des historischen Materials und der häufig neuen Beobachtungen. Daß das Buch für jeden Interessierten spannend zu lesen ist und nicht in eine Aufzählung von Fakten zerfällt, liegt daran, daß Ariès weder eine Ideen- noch eine Institutionen- oder Sittengeschichte schreibt, sondern eine Geschichte der Bedeutungen, Gefühle, Einstellungen, die sich in bildlichen Darstellungen und Texten und in den Einzelheiten des Lebens von Kindern und Erwachsenen bekunden“ (Frankfurter Rundschau)[12]

- „Ariès’ Buch hatte einen blendenden Erfolg und ist zum primum mobile der Erforschung der Familiengeschichte geworden. Es ist ein gründliches, anschauliches und einfallsreiches Werk und verdient als eine Pioniertat all den Ruhm und die Beachtung, die ihm zuteil geworden sind. Es ist eines jener bahnbrechenden Bücher, wie sie kein traditioneller Historiker geschrieben haben könnte. Ohne es wäre unsere Kultur ärmer.“ (The New York Review of Books)[12]

## Gliederung
| Vorwort zur deutschen Ausgabe von Hartmut von Hentig |                                                       |                                          |                                          |                                          |                                          |                                          |                                          |                                          |                                          |                                          |                                          |
| Einleitung                                           |                                                       |                                          |                                          |                                          |                                          |                                          |                                          |                                          |                                          |                                          |                                          |
| Erster Teil – Die Einstellung zur Kindheit           | I. Die Lebensalter                                    | I. Die Lebensalter                       | I. Die Lebensalter                       | I. Die Lebensalter                       | I. Die Lebensalter                       | I. Die Lebensalter                       | I. Die Lebensalter                       | I. Die Lebensalter                       | I. Die Lebensalter                       | I. Die Lebensalter                       | I. Die Lebensalter                       |
| Erster Teil – Die Einstellung zur Kindheit           | II. Die Entdeckung der Kindheit                       |                                          |                                          |                                          |                                          |                                          |                                          |                                          |                                          |                                          |                                          |
| Erster Teil – Die Einstellung zur Kindheit           | III. Die Kleidung des Kindes                          |                                          |                                          |                                          |                                          |                                          |                                          |                                          |                                          |                                          |                                          |
| Erster Teil – Die Einstellung zur Kindheit           | IV. Kleiner Beitrag zur Geschichte der Spiele         |                                          |                                          |                                          |                                          |                                          |                                          |                                          |                                          |                                          |                                          |
| Erster Teil – Die Einstellung zur Kindheit           | V. Von der Schamlosigkeit zur Unschuld                |                                          |                                          |                                          |                                          |                                          |                                          |                                          |                                          |                                          |                                          |
| Erster Teil – Die Einstellung zur Kindheit           | Schlußbemerkung Die beiden Einstellungen zur Kindheit |                                          |                                          |                                          |                                          |                                          |                                          |                                          |                                          |                                          |                                          |
| Zweiter Teil – Das Schulleben                        | I. Junge und alte Schüler im Mittelalter              | I. Junge und alte Schüler im Mittelalter | I. Junge und alte Schüler im Mittelalter | I. Junge und alte Schüler im Mittelalter | I. Junge und alte Schüler im Mittelalter | I. Junge und alte Schüler im Mittelalter | I. Junge und alte Schüler im Mittelalter | I. Junge und alte Schüler im Mittelalter | I. Junge und alte Schüler im Mittelalter | I. Junge und alte Schüler im Mittelalter | I. Junge und alte Schüler im Mittelalter |
| Zweiter Teil – Das Schulleben                        | II. Eine neue Institution: Das Kolleg                 |                                          |                                          |                                          |                                          |                                          |                                          |                                          |                                          |                                          |                                          |
| Zweiter Teil – Das Schulleben                        | III. Die Anfänge der Schulklassen                     |                                          |                                          |                                          |                                          |                                          |                                          |                                          |                                          |                                          |                                          |
| Zweiter Teil – Das Schulleben                        | IV. Die Altersklassen                                 |                                          |                                          |                                          |                                          |                                          |                                          |                                          |                                          |                                          |                                          |
| Zweiter Teil – Das Schulleben                        | V. Die Fortschritte der Disziplin                     |                                          |                                          |                                          |                                          |                                          |                                          |                                          |                                          |                                          |                                          |
| Zweiter Teil – Das Schulleben                        | VI. Vom Externat zum Internat                         |                                          |                                          |                                          |                                          |                                          |                                          |                                          |                                          |                                          |                                          |
| Zweiter Teil – Das Schulleben                        | VII. Die „Petites Écoles“                             |                                          |                                          |                                          |                                          |                                          |                                          |                                          |                                          |                                          |                                          |
| Zweiter Teil – Das Schulleben                        | VIII. Die Härte des Schullebens                       |                                          |                                          |                                          |                                          |                                          |                                          |                                          |                                          |                                          |                                          |
| Zweiter Teil – Das Schulleben                        | Schlußbemerkung Die Schule und die Dauer der Kindheit |                                          |                                          |                                          |                                          |                                          |                                          |                                          |                                          |                                          |                                          |
| Dritter Teil – Die Familie                           | I. Familienbilder                                     | I. Familienbilder                        | I. Familienbilder                        | I. Familienbilder                        | I. Familienbilder                        | I. Familienbilder                        | I. Familienbilder                        | I. Familienbilder                        | I. Familienbilder                        | I. Familienbilder                        | I. Familienbilder                        |
| Dritter Teil – Die Familie                           | II. Von der mittelalterlichen zur modernen Familie    |                                          |                                          |                                          |                                          |                                          |                                          |                                          |                                          |                                          |                                          |
| Dritter Teil – Die Familie                           | Schlußbemerkung Familie und Sozialität                |                                          |                                          |                                          |                                          |                                          |                                          |                                          |                                          |                                          |                                          |

## Ausgaben
- Geschichte der Kindheit. (Originaltitel: L’enfant et la vie familiale sous l’ancien régime. Plon, Paris 1960, übersetzt von Caroline Neubaur und Karin Kersten), Hanser, München 1975 (als Taschenbuch: 17. Taschenbuchauflage, dtv Sachbuch; Kultur & Geschichte 30138, München 2011 (Erstausgabe 1978), ISBN 978-3-423-30138-1).